# Trachycrusus lescheni
Trachycrusus lescheni är en skalbaggsart som beskrevs av Henry Fuller Howden och Gill 1995. Trachycrusus lescheni ingår i släktet Trachycrusus och familjen Hybosoridae. Inga underarter finns listade i Catalogue of Life.